# Befähigungsschein
Der Befähigungsschein ist ein amtliches Dokument in Deutschland.

## Befähigungsschein nach Sprengstoffrecht
Der Befähigungsschein nach Sprengstoffrecht berechtigt den Inhaber zum Umgang, Verkehr und zur Einfuhr mit und von explosionsgefährlichen Stoffen. Der Befähigungsschein wird erteilt, wenn folgende Voraussetzungen nach dem SprengG erfüllt sind:
1. persönliche Zuverlässigkeit
2. Nachweis der Fachkunde
3. Mindestalter 21 Jahre
4. körperliche Eignung

Um den Befähigungsschein zu erhalten, ist laut Gesetz der Nachweis der Fachkunde nötig. Den Nachweis der Fachkunde hat erbracht, wer an einem staatlichen oder staatlich anerkannten Lehrgang erfolgreich teilgenommen und eine Prüfung vor der zuständigen Behörde bestanden hat.
Den Nachweis der Fachkunde hat auch erbracht, wer eine mindestens dreijährige praktische Tätigkeit ausgeübt hat oder eine Ausbildung an einer Hochschule, einer Fachhochschule oder einer Technikerschule abgeschlossen und eine mindestens einjährige praktische Tätigkeit ausgeübt hat, sofern die Tätigkeit und die Ausbildung geeignet waren, die erforderliche Fachkunde zu vermitteln. Dies gilt nicht für das Ausüben von Sprengarbeiten und für Tätigkeiten in der Kampfmittelbeseitigung. 
Im Sprengstoffgesetz und der Ersten Verordnung zum Sprengstoffgesetz (1.SprengV) sind die Rahmenbedingungen für die Erlangung eines Befähigungsscheines festgelegt, so zum Beispiel:
- die Anerkennung der Lehrgänge zuverlässiger Antragsteller,
- die Zulassung der Lehrgangsteilnehmer,
- die ihnen zu vermittelnden technischen und rechtlichen Kenntnisse,
- und den Nachweis ihrer erfolgreichen Teilnahme,
- die fachlichen Anforderungen an die technischen und rechtlichen Kenntnisse sowie an die praktischen Fertigkeiten,
- die Voraussetzungen für die Prüfung, das Prüfungsverfahren und Prüfungsausschüsse, und auch
- die Verpflichtung des Befähigungsscheininhabers, in bestimmten Abständen an einem Wiederholungslehrgang teilzunehmen.

## Befähigungsschein nach Gefahrstoffverordnung
Der Befähigungsschein nach Gefahrstoffverordnung berechtigt den Inhaber zur Leitung und Durchführung von Begasungen.

## Befähigungsschein nach Druckluftverordnung
Der Befähigungsschein nach Druckluftverordnung berechtigt den Inhaber zum Arbeiten in Druckluft und zum Betrieb der Arbeitskammer. 